# Love Light in Flight
Singles de Stevie Wonder
I Just Called to Say I Love You
(1984) Don't Drive Drunk
(1984)
Love Light in Flight est une chanson de l'auteur-compositeur-interprète américain Stevie Wonder, issue de la bande originale du film La Fille en Rouge sortie en 1984.
Le single atteint le top 10 de plusieurs classements dont la première place de l'Adult Contemporary au Canada et la quatrième position du Hot R&B Singles aux États-Unis.

## Histoire
Il s'agit du deuxième des trois singles issus de la bande originale du film La Fille en Rouge, précédé par I Just Called to Say I Love You et suivi par Don't Drive Drunk.
Le single sort en novembre 1984 chez Motown sous la référence 1769MF. En face B, le titre instrumental It's More Than You est composé par le guitariste Benjamin Bridges et est également issu du même album.

### Crédits
- Stevie Wonder : synthétiseurs, batterie, voix[4]
- Lenny Castro : congas[4]
- Judy Cheeks (en) , Lynn Davis (en), Susaye Greene (en), Antoinette Wood, Finis Henderson III, Gene VanBuren, Portia Griffin, Windy Barnes : chœurs[4]

## Classements
| Classement (1984)                             | Meilleure position |
| --------------------------------------------- | ------------------ |
| Royaume-Uni (UK Singles Chart)                | 44                 |
| Canada (RPM 100 Singles)                      | 39                 |
| Canada (RPM Adult Contemporary)               | 1                  |
| Allemagne                                     | 54                 |
| Belgique (Ultratop 50 Singles néerlandophone) | 27                 |
| Nouvelle-Zélande                              | 43                 |
| États-Unis (Billboard Hot 100)                | 17                 |
| États-Unis (Billboard Hot R&B)                | 4                  |
| États-Unis (Billboard Dance Club Songs)       | 6                  |
| États-Unis (Billboard Adult Contemporary)     | 10                 |

## Accueil
Cash Box qualifie la chanson d'un "retour au funk sensuel [qui] plaira certainement aux fans de Stevie qui trouvaient 'I Just Called To Say I Love You' un peu fade".
SImilairement, Billboard dit que "les premiers fans pourront trouver un morceau plus attirant que 'I Just Called To Say I Love You'".

## Reprises
Informations issues de SecondHandSongs, sauf mentions complémentaires.
- Dave Valentin (en), sur Jungle Garden (1985)
- Kim Pensyl (en), sur Under the Influence (1996)
- Bob Baldwin (en), en single et sur MelloWonder (2015)